# Crotalaria boehmii
Crotalaria boehmii är en ärtväxtart som beskrevs av Paul Hermann Wilhelm Taubert. Crotalaria boehmii ingår i släktet sunnhampor, och familjen ärtväxter. Inga underarter finns listade i Catalogue of Life.